# Hong Guo (Physiker)
Hong Guo (* in Shenyang, Provinz Liaoning) ist ein chinesisch-kanadischer theoretischer Festkörperphysiker.
Guo wuchs in Chengdu in der Provinz Sichuan auf. Nachdem er ein paar Jahren auf Reisfeldern gearbeitet hatte, begann er 1977 ein Studium an der Sichuan Normal University, um Lehrer zu werden. 1980 absolvierte er erfolgreich ein nationales Examen in China (CUSPEA) und konnte in den USA studieren. Er studierte an der University of Pittsburgh und wurde 1987 bei David Jasnow promovieren (Scaling in condensed matter physics). Als Post-Doktorand war er beim James Gunton an der Temple University. 1990 wurde er Mitglied der Fakultät an der McGill University (zunächst als Mitarbeiter von Martin Grant), an der er Professor ist.
Hong Guo befasst sich mit Berechnungen in Nanoelektronik und quantenmechanischem Transport von Elektronen auf Nanoebene und Berechnung der Eigenschaften von Materialien für die Nanotechnologie. Ihm gelang die Entwicklung eines Formalismus für quantenmechanischen Nichtgleichgewichts-Transport (mit Dichtefunktionaltheorie (DFT) und Greensfunktionsformalismus nach Keldysh (NEGF)). In der Berechnung elektronischer Strukturen entwickelte er eine RESCU genannte Methode basierend auf Dichtefunktionaltheorie. Damit gelang seiner Gruppe die Berechnung von Strukturen mit über 10.000 Atomen mit relativ kleinen Computerclustern.
2004 bis 2006 war er Killam Fellow. 2009 erhielt er den CAP-CRM Prize. 2007 wurde er Fellow der Royal Society of Canada und 2004 der American Physical Society. 2006 erhielt er die Brockhouse Medal.